# Halve Maen (Schiff, 2005)
Seit April 2005 betreibt das Biesboschcentrum in Dordrecht ein umweltfreundliches und behindertengerechtes Fahrgastboot mit Hybridantrieb, das sogenannte Flüsterboot Halve Maen, benannt nach einem ehemaligen VOC-Schiff Halve Maen. „Halve Maen“ bedeutet in der holländischen Sprache sowohl Halbmond als auch Schiffschaukel.
Die Halve Maen ist ein Passagier- und Partyboot für 150 Passagiere, bei dem erstmals ein Hybridantrieb dieser Größe eingebaut wurde. Der Rumpf besteht aus 6 mm Stahlblech mit Bergplatte aus Kunststoff. Solange das Boot auf dem Fluss fährt, wird es dieselelektrisch angetrieben. Bei Fahrten im Naturschutzgebiet Biesbosch wird auf reinen Elektroantrieb umgeschaltet und das Boot gleitet fast geräuschlos durchs Wasser. Daher die Bezeichnung Flüsterboot. Die elektrischen Antriebsmotoren werden dann aus den Akkus gespeist, deren Kapazität bei einer Geschwindigkeit von 10 km/h für fünf Stunden Fahrzeit reicht. Gleichzeitig werden die Akkus von den Solarzellen wieder aufgeladen, bei normaler Fahrt auch durch die Dieselgeneratoren.
Das Boot verfügt über einen doppelten Rollstuhllift, einen Hydraulikkran für eine Rollstuhlrampe, elektrische Schiebetüren und rollstuhlgerechte Toiletten. Alle Räume sind voll klimatisiert, der Salon bietet 90 Fahrgästen Platz. Die Bordküche bietet warme und kalte Speisen und Getränke an.

## Antrieb
- 2 × Sechszylinder-Deutz-Dieselgeneratoren mit 120 kW
- 2 × 75-kW-Elektromotoren auf 60 kW begrenzt, frequenzgeregelt von 0–960/min, Propellerdurchmesser 635 mm
- 1 × 37-kW-Elektromotor für den Bugstrahlantrieb, frequenzgeregelt von 0–960/min, Propellerdurchmesser 430 mm
- 288 gasdichte Gel-Akkus je 2 Volt Kapazität, 490 Ah, Gewicht 12 Tonnen
- 60 m² Solarzellen

## Besonderheit
Das Boot verfügt über zwei hydraulisch absenkbare Pfähle, die bis sechs Meter Wassertiefe das Boot verankern können. Das Oberteil des Ruderhauses und das Solarpaneel sind hydraulisch absenkbar um auch niedrige Brücken passieren zu können. Der Einmannfahrstand ist mit Radar, GPS mit digitalen Karten und Videoüberwachung ausgerüstet. Der Salon ist mit einem Videobeamer und Großbildschirm ausgerüstet.

## Quelle und Weblink
- Informationen über das Boot Halve Maen (Memento vom 7. April 2008 im Internet Archive)